# Agostino Depretis
Agostino Depretis, född 31 januari 1813 i Bressana Bottarone, Italien, död 29 juli 1887 i Stradella, Italien, var en italiensk politiker. 

## Biografi
Depretis var ursprungligen advokat. Han spelade en framträdande roll i Italiens enhetssträvanden och invaldes 1848 i deputeradekammaren, som han sedan oavbrutet fram till sin död tillhörde. Depretis blev minister för offentliga arbeten 1862, och var därefter marinminister och finansminister 1866–1867. 1873 blev han partiledare för den radikala centern efter Urbano Rattazzi. 18767–1888 var han konseljpresident, och samtidigt finans- och utrikesminister, 1879 på nytt en kort tid konseljpresident, och därefter 18791–1881 inrikesminister, därefter en tredje gång konseljpresident från 1881 fram till sin död 1887.
Genom täta rekonstruktioner av ministären försvagade Depretis partibanden och behöll ledningen, det så kallade transformistiska systemet. 1882 genomdrev han tillsammans med Pasquale Stanislao Mancini Italiens anslutning till trippelalliansen, modifierad genom tilläggsklausulen om kompensationer på Balkan 1887, något som ledde till alliansens sprängning 1915. Depretis ekonomiska politik har starkt kritiserats och satts i samband med Italiens finansiella svårigheter ända in på 1900-talet. Han politiska tal utgavs av deputeradekammaren 1888–1892.

## Utmärkelser
- Annunziataorden
- Storkors av Hederslegionen
- Storkorsriddare av Italienska kronorden
- Storkorsriddare av Sankt Mauritius och Sankt Lazarusorden
- Storkors av Obefläckade avlelsens orden

[Redigera Wikidata]